# Municipio de Clayton (condado de Desha)
El municipio de Clayton (en inglés: Clayton Township) es un municipio ubicado en el condado de Desha en el estado estadounidense de Arkansas. En el año 2010 tenía una población de 575 habitantes y una densidad poblacional de 3,97 personas por km².

## Geografía
El municipio de Clayton se encuentra ubicado en las coordenadas 33°41′25″N 91°22′39″O / 33.69028, -91.37750. Según la Oficina del Censo de los Estados Unidos, el municipio tiene una superficie total de 144.78 km², de la cual 142,77 km² corresponden a tierra firme y (1,39 %) 2,01 km² es agua.

## Demografía
Según el censo de 2010, había 575 personas residiendo en el municipio de Clayton. La densidad de población era de 3,97 hab./km². De los 575 habitantes, el municipio de Clayton estaba compuesto por el 43,48 % blancos, el 53,39 % eran afroamericanos, el 0,17 % eran amerindios, el 0,35 % eran asiáticos, el 1,39 % eran de otras razas y el 1,22 % eran de una mezcla de razas. Del total de la población el 2,61 % eran hispanos o latinos de cualquier raza.